# Coppa del mondo per club FIFA 2020
La Coppa del mondo per club FIFA 2020 (ufficialmente FIFA Club World Cup Qatar 2020 presented by Alibaba Cloud per ragioni di sponsorizzazione) è stata la 17ª edizione di questo torneo di calcio per squadre maschili di club organizzato dalla FIFA e si è tenuta in Qatar dal 1º all'11 febbraio 2021. Come pallone ufficiale della competizione è stato utilizzato Adidas Conext 21.
Questa edizione sarebbe dovuta essere l'ultima con il formato a 7 partecipanti prima dell'allargamento a 24 previsto dall'edizione successiva, ma il 4 dicembre 2020 la FIFA ha annunciato l'intenzione di rinviare la partenza dell'edizione pilota della nuova Coppa del mondo per club. Originariamente previsto nel mese di dicembre 2020, il 17 novembre dello stesso anno la FIFA ha ufficializzato lo spostamento del torneo a febbraio 2021 a causa della pandemia di COVID-19. Il 15 gennaio 2021 è stato annunciato il ritiro dell'Auckland City dalla competizione a causa della pandemia di COVID-19 e delle relative misure in tema di quarantena imposte dalle autorità della Nuova Zelanda. L'incontro inaugurale tra i padroni di casa dell'Al-Duhail e l'Auckland City ha visto il passaggio del turno dei qatarioti per 3-0 a tavolino a causa del ritiro dei neozelandesi.
Il torneo è stato vinto dai tedeschi del Bayern Monaco, detentori della UEFA Champions League 2019-2020, al secondo successo nella manifestazione. Grazie alla vittoria, il Bayern Monaco ha stabilito il sextuple per la conquista di sei trofei nell'anno solare, eguagliando l'impresa già riuscita solo agli spagnoli del Barcellona nel 2009. La finale ha visto per la prima volta protagonista una squadra rappresentante della confederazione CONCACAF, i messicani del Tigres UANL.

## Scelta del paese ospitante
Il 3 giugno 2019 è stato annunciato che le edizioni 2019 e 2020 sarebbero state disputate in Qatar, come prova generale per il Mondiale 2022.

## Formula
La formula del torneo è la stessa dall'edizione del 2008. Partecipano le sei vincitrici delle rispettive competizioni continentali, più la squadra campione nazionale del paese ospitante. Se una squadra del paese ospitante vince il proprio trofeo continentale, al posto dei campioni nazionali partecipa la finalista della competizione internazionale relativa, visto il divieto di partecipazione per più squadre dello stesso paese.
I campioni nazionali del paese organizzatore avrebbero dovuto sfidare i rappresentanti dell'Oceania in un turno preliminare, ma vista l'impossibilità a partecipare di questi ultimi a causa della pandemia di COVID-19 e delle relative misure in tema di quarantena imposte dalle autorità della Nuova Zelanda, si aggrega alle detentrici dei titoli di Africa, Asia e Centro-Nord America. Le vincenti di questi scontri sfidano in semifinale le vincitrici della UEFA Champions League e della Coppa Libertadores. Oltre la finale per il titolo si disputano gli incontri per il terzo e il quinto posto.

## Stadi
| Stadio Ahmed bin Ali | Stadio dell'Education City |
| Capacità: 40 000     | Capacità: 40 000           |
|                      |                            |

## Squadre partecipanti
| Squadra                       | Confederazione             | Qualificazione                                | Data qualificazione        | Partecipazioni (edizioni precedenti con vittorie in grassetto)       |
| Club entrati in semifinale    | Club entrati in semifinale | Club entrati in semifinale                    | Club entrati in semifinale | Club entrati in semifinale                                           |
| ----------------------------- | -------------------------- | --------------------------------------------- | -------------------------- | -------------------------------------------------------------------- |
| Bayern Monaco                 | UEFA                       | Campione UEFA Champions League 2019-2020      | 23 agosto 2020             | 2ª (2013)                                                            |
| Palmeiras                     | CONMEBOL                   | Campione Coppa Libertadores 2020              | 30 gennaio 2021            | 1ª                                                                   |
| Club entrati al secondo turno |                            |                                               |                            |                                                                      |
| Al-Ahly                       | CAF                        | Campione CAF Champions League 2019-2020       | 27 novembre 2020           | 6ª (2005, 2006, 2008, 2012, 2013)                                    |
| Ulsan HD                      | AFC                        | Campione AFC Champions League 2020            | 19 dicembre 2020           | 2ª (2012)                                                            |
| Tigres UANL                   | CONCACAF                   | Campione CONCACAF Champions League 2020       | 22 dicembre 2020           | 1ª                                                                   |
| Club entrati al primo turno   |                            |                                               |                            |                                                                      |
| Al-Duhail                     | AFC                        | Campione 2019-2020 del Qatar, paese ospitante | 27 settembre 2020          | 1ª                                                                   |
| Auckland City (ritirata)      | OFC                        | Nominata dall'OFC                             | 19 novembre 2020           | 10ª (teorica) (2006, 2009, 2011, 2012, 2013, 2014, 2015, 2016, 2017) |

## Arbitri
La FIFA ha selezionato sette arbitri, dodici assistenti arbitrali e sette con il ruolo di addetti al Video Assistant Referee. La brasiliana Edina Alves Batista è diventata la prima donna ad arbitrare in un torneo maschile della FIFA.
| Confederazione | Arbitro                 | Assistente arbitrale                 | VAR                          |
| -------------- | ----------------------- | ------------------------------------ | ---------------------------- |
| AFC            | Mohammed Abdulla Hassan | Mohamed Al Hammadi Hasan Al Mahri    | Khamis Al-Marri              |
| CAF            | Maguette N'Diaye        | Djibril Camara El Hadji Malick Samba | Rédouane Jiyed               |
| CONCACAF       | Mario Escobar           | Nicholas Anderson Humberto Panjoj    | Drew Fischer                 |
| CONMEBOL       | Edina Alves Batista     | Neuza Back Mariana de Almeida        | Julio Bascuñán Nicolás Gallo |
| CONMEBOL       | Esteban Ostojich        | Nicolás Taran Richard Trinidad       | Julio Bascuñán Nicolás Gallo |
| OFC            | Abdelkader Zitouni      |                                      |                              |
| UEFA           | Danny Makkelie          | Mario Diks Hessel Steegstra          | Kevin Blom Jochem Kamphuis   |

## Partite

### Tabellone
Il tabellone è stato sorteggiato il 19 gennaio 2021 a Zurigo.
|  | Primo turno      | Primo turno                  |                              |             | Secondo turno | Secondo turno |                             |                             | Semifinali | Semifinali |  |  | Finale | Finale |
|  |                  |                              |                              |             |               |               |                             |                             |            |            |  |  |        |        |
|  | Al-Duhail (tav.) | 3                            |                              |             |               |               |                             |                             |            |            |  |  |        |        |
|  | Al-Duhail (tav.) | 3                            |                              |             |               |               |                             |                             |            |            |  |  |        |        |
|  | Auckland City    | 0                            |                              |             | Al-Duhail     | 0             |                             |                             |            |            |  |  |        |        |
|  | Auckland City    | 0                            |                              |             | Al-Duhail     | 0             |                             |                             |            |            |  |  |        |        |
|  |                  |                              |                              |             | Al-Ahly       | 1             |                             |                             |            |            |  |  |        |        |
|  | Al-Ahly          | 0                            |                              |             | Al-Ahly       | 1             |                             |                             |            |            |  |  |        |        |
|  | Al-Ahly          | 0                            |                              |             |               |               |                             |                             |            |            |  |  |        |        |
|  |                  |                              | Bayern Monaco                | 2           |               |               |                             |                             |            |            |  |  |        |        |
|  |                  |                              | Bayern Monaco                | 2           |               |               |                             |                             |            |            |  |  |        |        |
|  |                  |                              |                              |             |               |               |                             |                             |            |            |  |  |        |        |
|  |                  |                              |                              |             |               |               |                             |                             |            |            |  |  |        |        |
|  | Bayern Monaco    | 1                            |                              |             |               |               |                             |                             |            |            |  |  |        |        |
|  | Bayern Monaco    | 1                            |                              |             |               |               |                             |                             |            |            |  |  |        |        |
|  |                  | Tigres UANL                  | 0                            |             |               |               |                             |                             |            |            |  |  |        |        |
|  |                  |                              | 0                            | Tigres UANL | 2             |               |                             |                             |            |            |  |  |        |        |
|  |                  |                              |                              |             |               |               |                             |                             |            |            |  |  |        |        |
|  |                  | Ulsan HD                     | 1                            |             |               |               |                             |                             |            |            |  |  |        |        |
|  | Palmeiras        | Ulsan HD                     | 1                            | 0           |               |               |                             |                             |            |            |  |  |        |        |
|  | Palmeiras        | Incontro per il quinto posto | Incontro per il quinto posto | 0           |               |               | Incontro per il terzo posto | Incontro per il terzo posto |            |            |  |  |        |        |
|  |                  | Incontro per il quinto posto | Incontro per il quinto posto |             | Tigres UANL   | 1             | Incontro per il terzo posto | Incontro per il terzo posto |            |            |  |  |        |        |
|  | Ulsan HD         | 1                            | Al-Ahly (dtr)                | 0 (3)       | Tigres UANL   | 1             |                             |                             |            |            |  |  |        |        |
|  | Ulsan HD         | 1                            | Al-Ahly (dtr)                | 0 (3)       |               |               |                             |                             |            |            |  |  |        |        |
|  | Al-Duhail        | 3                            | Palmeiras                    | 0 (2)       |               |               |                             |                             |            |            |  |  |        |        |
|  | Al-Duhail        | 3                            | Palmeiras                    | 0 (2)       |               |               |                             |                             |            |            |  |  |        |        |
|  |                  |                              |                              |             |               |               |                             |                             |            |            |  |  |        |        |

### Primo turno
| Ar Rayyan 1º febbraio 2021, ore 20:30 UTC+3 Gara 1 | Al-Duhail | 3 – 0 (tav.) referto | Auckland City | Stadio Ahmed bin Ali |

### Secondo turno
| Arbitro: | Esteban Ostojich |

|                          |           |                 |
| Gignac 38’, 45+5’ (rig.) | Marcatori | 24’ Kim Kee-hee |

| Arbitro: | Mario Escobar |

|  |           |               |
|  | Marcatori | 30’ El Shahat |

### Incontro per il quinto posto
| Arbitro: | Edina Alves Batista |

|                    |           |                                  |
| Yoon Bit-garam 62’ | Marcatori | 21’ Edmílson 66’ Muntari 82’ Ali |

### Semifinali
| Arbitro: | Danny Makkelie |

|  |           |                   |
|  | Marcatori | 54’ (rig.) Gignac |

| Arbitro: | Mohammed Abdulla Hassan |

|  |           |                      |
|  | Marcatori | 17’, 86’ Lewandowski |

### Incontro per il terzo posto
| Arbitro: | Maguette N'Diaye |

|                                    |                      |                                                    |
| Benoun El-Soleya Mohsen Hany Ajayi | Tiri di rigore 3 – 2 | Rony Luiz Adriano Gustavo Scarpa Gómez Felipe Melo |

### Finale
| Arbitro: | Esteban Ostojich |

|            |           |  |
| Pavard 59’ | Marcatori |  |

## Classifica finale
| Pos. | Squadra       | Confederazione |
| ---- | ------------- | -------------- |
| 1    | Bayern Monaco | UEFA           |
| 2    | Tigres UANL   | CONCACAF       |
| 3    | Al-Ahly       | CAF            |
| 4    | Palmeiras     | CONMEBOL       |
| 5    | Al-Duhail     | AFC            |
| 6    | Ulsan HD      | AFC            |

## Classifica marcatori
| Gol | Rigori |  | Giocatore           | Squadra       |
| --- | ------ |  | ------------------- | ------------- |
| 3   | 2      |  | André-Pierre Gignac | Tigres UANL   |
| 2   |        |  | Robert Lewandowski  | Bayern Monaco |
| 1   |        |  | Almoez Ali          | Al-Duhail     |
| 1   |        |  | Edmílson            | Al-Duhail     |
| 1   |        |  | Hussein El Shahat   | Al-Ahly       |
| 1   |        |  | Kim Kee-hee         | Ulsan HD      |
| 1   |        |  | Mohammed Muntari    | Al-Duhail     |
| 1   |        |  | Benjamin Pavard     | Bayern Monaco |
| 1   |        |  | Yoon Bit-garam      | Ulsan HD      |